# Out of My Head (álbum)
Out Of My Head es el segundo álbum de estudio de la banda neozelandesa de rock The D4, lanzado en 2005 por Flying Nun Records. Una edición limitada de 2CDs fue lanzada el mismo año.

## Lista de canciones
Lanzamiento original
1. "Sake Bomb (English Version)"
2. "Out Of My Head"
3. "Feel It Like It"
4. "What I Want"
5. "Trust Nobody"
6. "Stops Me Cold"
7. "Omertà"
8. "Out Of Control"
9. "Too Stupid"
10. "Do No Right"
11. "Peepshow"
12. "Savage"

Edición limitada

### Disco uno
1. "Sake Bomb (English Version)"
2. "Out Of My Head"
3. "Feel It Like It"
4. "What I Want"
5. "Trust Nobody"
6. "Stops Me Cold"
7. "Omertà"
8. "Out Of Control"
9. "Too Stupid"
10. "Do No Right"
11. "Peepshow"
12. "Savage"

### Disco dos
1. "Sake Bomb (Japanese Version)"
2. "Rock 'n' Rule"
3. "Diamond, Ruby, Stone"

- Datos: Q7111573